# Лафоретит
Лафоретит (англ. laforetite) — мінерал класу сульфідів, група халькопіриту.

## Загальний опис
Хімічна формула:  AgInS2. Містить (%): In — 40,03; Ag — 37,61; S — 22,36. Домішки Cu, Fe, Se. Зустрічається у вигляді ксеноморфних включень у мінералах. Сингонія тетрагональна. Твердість 3. Густина 4,39 — 4,92. Колір коричневий. Риса коричнева. Спайність відсутня. Непрозорий. Блиск металевий. Генезис гідротермальний. Утворюється у свинцево-цинкових родовищах в асоціації з галенітом, сфалеритом, баритом, анкеритом та кварцом. Назва в честь Клода П. Лафорета (Claude P. Laforet) — французького металографа.